# Lampetis simplex
Lampetis simplex es una especie de escarabajo del género Lampetis, familia Buprestidae. Fue descrita científicamente por Waterhouse en 1882.